# Louise-Magdeleine Horthemels
Louise-Magdeleine Horthemels, épouse Cochin, est une graveuse française professionnelle née en 1686 et morte le 2 octobre 1767 à Paris.

## Biographie

### Naissance et formation
Louise Magdeleine Hortemels est née à Paris en 1686 de Daniel Horthemels, libraire originaire de la Hollande, et de Marie Cellier. Elle a au moins six frères et sœurs. Janséniste, la famille a des liens avec l’abbaye de Port-Royal des Champs.
Elle est active comme graveuse dès 1707. Ses premières œuvres montrent une certaine rigidité dans la ligne, avec un insistance sur les détails architecturaux. Son talent réside néanmoins dans la gravure du travail des autres de sorte que leur génie a été révélé alors que son propre style était supprimé. Exécuté d’une main sûre, son travail montre une délicatesse et une clarté dans la touche, qui furent admirés en son temps.

### Graveuse professionnelle

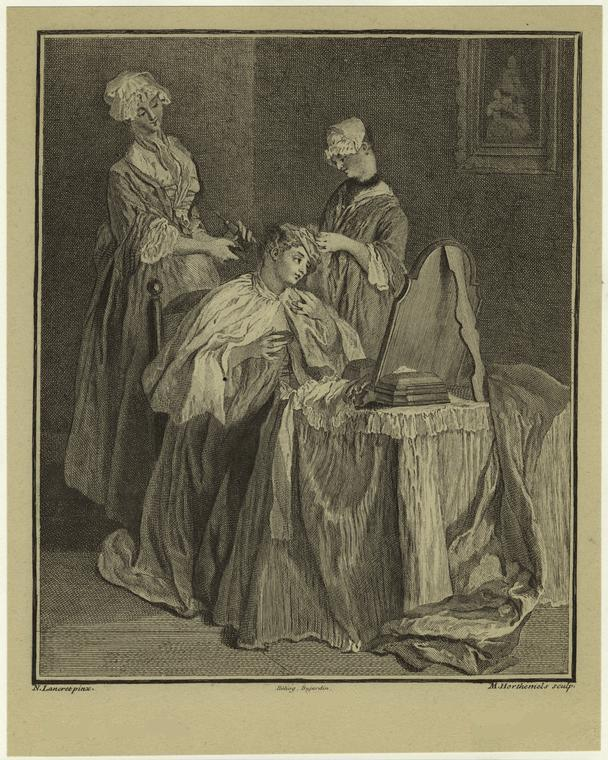
Lise s'en va changer d'humeur et de visage... gravure de Louise-Magdeleine Horthemels d'après Nicolas Lancret

Horthemels est active comme graveuse à Paris pendant près de cinquante ans, produisant plus de soixante plaques de cuivre signées et collaborant, comme son mari, à l’illustration de l’Histoire et description de l’Hôtel des Invalides et de l'Histoire générale de Languedoc. Sa première œuvre publiée est le frontispice du Diable boiteux d’Alain-René Lesage (1707), signé « Magdeleine Horthemels fec. » Elle signera ensuite diversement ses œuvres « Magd. Horthemels », « L. Mag. Horthemels », « M. Horthemels », « Magd. Horthemels Sponsa C. Cochin » et « Magdeleine Cochin ». Elle fait des gravures des tableaux de Nicolas Poussin, Charles Le Brun, Antoine Coypel, Michel Corneille le Jeune, Claude Vignon et Nicolas Lancret.
Au moment de la destruction de l’abbaye de Port-Royal des Champs, elle compose une série de quinze estampes, dont six paraissent en février 1710 et les neuf autres avant juillet 1713. Ces gravures présentent plusieurs vues de l’abbaye et en retracent la vie familière. En 1720 elle donne des planches pour Versailles immortalisé de J.B. de Monicart et grave d’après Poussin, Le Brun, Coypel, Lancret.
Madeleine Cochin grave des portraits, comme une gravure sur cuivre du Prince James Francis Edward Stuart, d’après une peinture du début du XVIIIe siècle par son frère-frère Alexis Simon Belle. Elle termine aussi au burin la grande planche Le feu d’artifice de la place de Navone d’après Giovanni Pannini commencée par son fils Charles Nicolas Cochin dont elle grave les premiers dessins.

### Famille et mort
Elle épouse le 10 août 1713 son collègue Charles-Nicolas Cochin. Elle met au monde et élève Charles Nicolas fils, qui devient l'un des meilleurs dessinateurs-graveurs et écrivains d'art du XVIIIe siècle. Les deux époux travailleront activement ensuite avec leur fils, qui reçoit beaucoup de commandes. Ils vivent dans les galeries du Louvre, où le roi parti à Versailles loge les plus illustres académiciens. Charles Nicolas Cochin père meurt le 5 juillet 1754.
Son frère Frédéric et ses deux sœurs, dont Marie-Anne-Hyacinthe qui avait épousé le graveur Nicolas-Henri Tardieu et l’autre, Marie-Nicole (1689-ap. 1745), le peintre Alexis Simon Belle, sont également graveurs. On a longtemps cru que Louise-Magdeleine et ses sœurs Marie-Nicole et Marie-Anne-Hyacinthe avaient toutes signé du nom de Marie Horthemels, mais une étude minutieuse a montré qu’on peut facilement distinguer entre les œuvres signées des trois sœurs. Néanmoins, les membres de cette famille ont souvent travaillé ensemble sur une seule composition.
Louise Magdeleine Hortemels meurt le 2 octobre 1767 au Louvre. Wille écrit dans son journal à l'occasion de l'oraison funèbre de Magdeleine Hortemels :

« 4 octobre 1767
 J'assistay aux convoy et enterrement de madame Cochin née Hortemels, mère de M. Cochin, chevalier de l'ordre de Saint-Michel, graveur du roi, secrétaire de l'Académie Royale de peinture et garde des desseins du roi. Elle demeuroit avec M. son fils aux galeries du Louvre et fût enterrée à  Saint-Germain l'Auxerrois sa paroisse. Un monde infini, outre l'Académie, accompagnoit le corps de la défunte. Elle étoit d'une grande douceur et avoit beaucoup et fort bien travaillé dans la gravure. Elle avoit 87 ans et il y avoit bien ving-sept ans que je la connoissois et estimois infiniment. »

— Jean-Georges Wille, 

## Œuvres
1. Les Quatre heures du Jour, d'après Lancret
2. Mercure annonçant la Paix aux Muses, d'après Michel Corneille
3. Le Ballet des Noces de Ganaches, d'après Charles Coypel
4. Le Triomphe de Flore, d'après Poussin
5. des planches pour Versailles Immortalisé, Jean-Baptiste de Monicart, Paris, 1720
6. La Charmante Catin, d'après son fils
7. Le chanteur des Cantiques, du même

## Galerie sur Port-Royal des Champs

L'abbaye de Port-Royal des Champs, d'après Magdeleine Horthemels
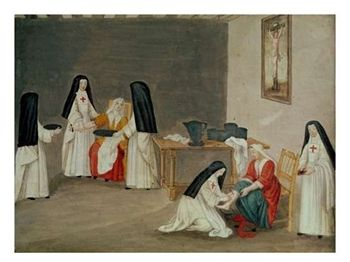
L'infirmerie
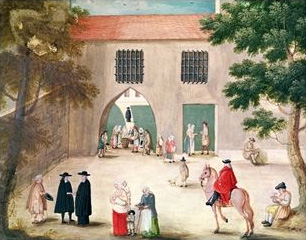
La porterie - La distribution des aumônes
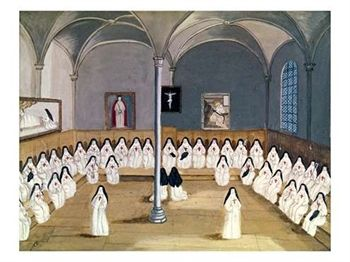
La salle du chapitre
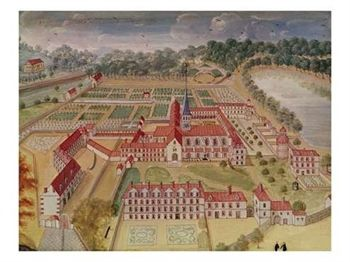
Vue générale
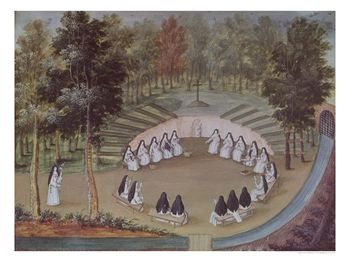
La Solitude
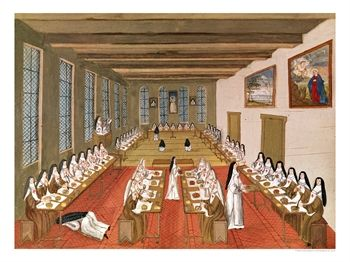
Vue du réfectoire